# Lotus Evora
Lotus Evora är en sportbil från den brittiska biltillverkaren Lotus som lanserades 2009. Den har accelerationen 0–100 km/h på 4,9 sekunder och en topphastighet på 261 km/h. CO2 utsläppen är 205 g/km.